# Rahab
Rahab (hebr. ‏רַהַב‎) – legendarny potwór morski wspominany kilkukrotnie w Starym Testamencie. 
Według literatury biblijnej był to mityczny smok chaosu, którego pokonał i zgładził Bóg, co stanowiło okazję do sławienia Go jako zwycięzcy. Miano to oznaczało również uosobienie wód pierwotnych (Tiamat). W podobnym charakterze pojawiały się w piśmiennictwie biblijnym stwory takie jak Lewiatan oraz Tannin.  
Nazwy potwora używano w Biblii także w kontekście historycznym dla metaforycznego określenia Morza Czerwonego lub faraońskiego Egiptu. 

## Odniesienia w Biblii
W Starym Testamencie Rahab występuje w późniejszych księgach mądrościowych i  prorockich w następujących sentencjach:
- Księga Hioba 9,13 – Bóg gniewu hamować nie musi, uległe są Mu służki Rahaba.
- Księga Hioba 26,12 – Potęgą wzburzył pramorze, roztrzaskał Rahaba swą mocą.
- Księga Izajasza 30,7 – Egipt bezskutecznie i na próżno obiecuje pomoc, dlatego nazywam go tak: "Rahab-bezczynny".
- Księga Izajasza 51,9–51,10 – Przebudź się, przebudź! Przyoblecz się w moc, o ramię Pańskie! Przebudź się, jak za dni minionych, w czasie zamierzchłych pokoleń. Czyżeś nie Ty poćwiartowało Rahaba, przebiło Smoka? Czyżeś nie Ty osuszyło morze, wody Wielkiej Otchłani, uczyniło drogę z dna morskiego, aby przejść mogli wykupieni?
- Księga Psalmów 87,4 – Wymienię Rahab i Babel wśród tych, co mnie znają; oto Filistyni i Tyr razem z Kusz [powiedzą]: "Ten [i ten] się tam urodził".
- Księga Psalmów 89,11 – Ty podeptałeś Rahaba jak padlinę, rozproszyłeś Twych wrogów możnym Twym ramieniem.

Do odniesień tych (z supozycją) zaliczane jest też:

- Mądrość Syracha 43,25 – A tam, tak nadzwyczajne i dziwne dzieła, rozmaitość wszystkich zwierząt i świat potworów morskich.